# بلاغودارني
بلاغودارني (بالروسية: Благодарный) هي إحدى مدن روسيا في الكيان الفدرالي الروسي كراي ستافروبول.